# Eliteprospects.com

Logo der Website

eliteprospects.com (Eigenschreibweisen Elite Prospects und elite hockey prospects) ist eine Website zum Thema Eishockey-Statistiken.
Die englischsprachige Website wurde 1999 vom Schweden Johan Nilsson gegründet und umfasst mittlerweile über eine Million Spielerprofile. (Stand: Februar 2023)
Die Website informiert über zuletzt abgeschlossene Transfers, Gerüchte und weiteres. Es werden europäische und nordamerikanische Ligen sowie Turniere wie Weltmeisterschaften und Olympische Spiele abgebildet. Spielerprofile umfassen neben Statistiken, biografischen Daten, gewonnenen Titeln und Draft-Informationen oft auch eine Spielerbeschreibung und Turnierstatistiken wie z. B. Spengler Cup oder Memorial Cup, außerdem werden Transaktionen inklusive Nachweisen aufgeführt.